# Brachygalea multilinea
Brachygalea multilinea är en fjärilsart som beskrevs av Köhler 1952. Brachygalea multilinea ingår i släktet Brachygalea och familjen nattflyn. Inga underarter finns listade i Catalogue of Life.